# Ilex sikkimensis
Ilex sikkimensis là một loài thực vật có hoa trong họ Aquifoliaceae. Loài này được Kurz mô tả khoa học đầu tiên năm 1875.